# Szczepanowice (województwo łódzkie)
Szczepanowice – wieś w Polsce, położona w województwie łódzkim, w powiecie piotrkowskim, w gminie Gorzkowice.
W latach 1975–1998 wieś położona była w województwie piotrkowskim.
Przez wieś przepływa niewielka rzeka Prudka dopływ Luciąży.

## Integralne części wsi
| SIMC    | Nazwa         | Rodzaj    |
| ------- | ------------- | --------- |
| 0540140 | Kamienny Most | część wsi |
| 0540156 | Porąbka       | część wsi |

## Zabytki
Według rejestru zabytków Narodowego Instytutu Dziedzictwa na listę zabytków wpisane są obiekty:
- zespół dworski, XVIII w.:
  - dwór, drewniany, nr rej.: 469-IX-45 z 27.04.1948
  - park, nr rej.: 237/P-IX-33 z 9.01.1950 i z 18.12.1995